# استودان شماره ۴ چین
استودان شماره ۴ چین مربوط به الیمائی است و در شهرستان بویراحمد، روستای شهیدپیرایش تنگ دومن واقع شده و این اثر در تاریخ ۷ مهر ۱۳۸۱ با شمارهٔ ثبت ۶۲۷۷ به‌عنوان یکی از آثار ملی ایران به ثبت رسیده است.